# La Maison de Claudine
 (décembre 2024).
Si vous disposez d'ouvrages ou d'articles de référence ou si vous connaissez des sites web de qualité traitant du thème abordé ici, merci de compléter l'article en donnant les références utiles à sa vérifiabilité et en les liant à la section « Notes et références ».
La Maison de Claudine est une œuvre écrite par Colette et publiée en 1922. Ce livre autobiographique raconte, par de courtes scènes, sa jeunesse heureuse à la campagne, dépeignant sa mère, son père et quelques-uns de ses animaux de compagnie. 
Malgré son titre, ce récit ne s'inscrit pas dans la série « Claudine » qui a lancé la carrière de son auteure. Le seul lien est que la maison française du titre et la ville de Saint-Sauveur en Puisaye, évoqués dans le livre, ont servi de modèle au Montigny de Claudine dans les romans.

## Sommaire
L'œuvre se compose de trente-cinq chapitres.
- Où sont les enfants ?
- Le sauvage
- Amour
- La petite
- L'enlèvement
- Le curé sur le mur
- Ma mère et les livres
- Propagande
- Papa et madame Bruneau
- Ma mère et les bêtes
- Épitaphes
- La fille de mon père
- La noce
- Ma sœur aux cheveux longs
- Maternité
- « Modes de Paris »
- La petite Bouilloux
- La Toutouque (ne figure pas dans l’édition de 1922)
- Le manteau de Saphi (ne figure pas dans l’édition de 1922)
- L'ami
- Ybanez est mort
- Ma mère et le curé
- Ma mère et la morale
- Le rire
- Ma mère et la maladie
- Ma mère et le fruit défendu
- La merveille
- Batou
- Bellaude
- Les deux chattes
- Chats
- Le veilleur
- Printemps passé (ne figure pas dans l’édition de 1922)
- La couseuse (ne figure pas dans l’édition de 1922)
- La noisette creuse (ne figure pas dans l’édition de 1922)

## Personnages
On peut regrouper les textes de La Maison de Claudine autour de certaines personnes.
- La mère, Sido :
  - son amour maternel : « Où sont les enfants ? », « L'Enlèvement », « Amour ».
  - son passé : « Le Sauvage », « La "Fille de mon père" ».
  - sa personnalité : « Ma Mère et les livres », « Ma Mère et les bêtes », « Ma Mère et le curé », « Ma Mère et la morale », « Le Rire », « Ma Mère et la maladie », « Ma Mère et le fruit défendu ».
- Le père : « Propagande », « Papa et Mme Bruneau », « Le Manteau de spahi ».
- Le portrait de Colette enfant : « La Petite », « Le Curé sur le mur ».
  - Ses souvenirs d'autres personnes : « La Noce », « "Mode de Paris" », « La Petite Bouilloux », « L'Ami », « Ybanez est mort ».
- Le frère et la sœur : « Épitaphes », « Ma Sœur aux longs cheveux », « Maternité ».
- Les animaux :
  - les chiens : « La Toutouque », « La "Merveille" », « Bellaude ».
  - les félins : « Bâ-Tou », « Les Deux Chattes », « Chats ».
- Sa fille, Bel-Gazou : « Le Veilleur », « Printemps passé », « La Couseuse », « La Noisette creuse ».

## Résumé des chapitres

### Où sont les enfants?
On décrit la maison de Claudine pendant sa jeunesse, y compris les jardins – les arbres, les légumes, les odeurs, tous les détails de la propriété. On apprend aussi de la famille. Claudine avait deux frères et une sœur.
La mère cherchait les enfants dans le jardin mais ils se cachaient. Claudine aimait courir parmi les bois avec les garçons. La mère criait toujours « Où sont les enfants ? ». Le seul péché des enfants était une sorte d’évanouissement miraculeux.
Ce chapitre décrit des aventures des enfants et l’angoisse éternelle de la mère protectrice.

### Le sauvage
Vivace et pleine de vie, Sido était une jeune fille dont le père était mort, quand son premier mari avait pris des démarches très formelles pour la marier. Puisque le Sauvage était très riche, elle avait accepté de se marier avec lui. Elle ne menait pas une vie heureuse avec le Sauvage. La maison était un mélange de luxe et de pauvreté. Chasseur qui fréquentait les auberges, le Sauvage négligeait Sido. Elle se trouvait toute seule, et s’ennuyait à mourir. N’en pouvant plus, Sido s’était mise à pleurer. Pour la consoler, le Sauvage était parti au grand galop chercher des cadeaux précieux et exotiques. Ce chasseur ne comprenait pas les femmes.

### Amour
Colette se souvient d’un incident qui s’est passé quand elle avait 15 ans ; sa mère et son père avaient respectivement 55 et 60 ans. La mère se plaint qu’il n’y a rien à manger pour le dîner, et décide d’aller à la boucherie. En l’absence de sa femme, le père devient confus et agité, en cherchant ses nombreux journaux. Quand la mère revient, le père, oubliant la raison de son absence, se sent jaloux et l’accuse de «courir le guilledou». La jeune Colette remarque les signes physiques du vieillissement de ses parents. Avec le recul, elle se rend compte que, malgré leurs querelles, ils s’aimaient profondément.

### La petite
C’est jeudi, le jour de congé, et le jardin est en désordre. Les amies de Minet-Chéri viennent de partir à la fin d’un après-midi de jeux épuisants. Chacune a joué un rôle d’un villageois en imitant ses traits de caractère et ses mots de patois. Minet-Chéri a imaginé d’être marin mais le monde des filles est limité aux hauts et aux bas de la vie paroissiale. Elles ont peur de l’aventure et de l’étranger. À l’heure des lampes, Minet-Chéri est rassurée de voir sa mère en train de coudre derrière les vitres du salon.

### L'enlèvement
Colette a neuf ans. Le mariage de sa demi-sœur venant de lui libérer la chambre du premier étage, où Colette dormait depuis un mois. Auparavant, sa chambre était comme une soupente, commandée par la chambre de sa mère qui, inquiétée par des évènements récents et par la mémoire d’une amie enlevée, rêvait qu’on enlèverait Colette de sa nouvelle chambre dans la nuit. 
Une nuit de vent, Colette ne sait pas si elle rêve ou non, quand deux bras la soulève et qu’elle est portée hors de sa chambre. Mais elle n’a pas crié. Elle avait été impressionnée par une petite gravure ancienne de l’enlèvement d’une jeune fille, à laquelle elle songeait. Le matin, elle ne reconnait pas sa chambre et pousse un cri perçant. Elle réveille sa mère, qui l’avait ravie de sa chambre.

### Le curé sur le mur
Claudine demande à sa fille Bel-Gazou à quoi elle pense. Elle répond qu’elle ne pense à rien, ce qui plaît à Claudine parce qu’elle considère que les enfants ont droit à une vie privée.
Claudine se rappelle comment, au même âge, elle est devenue curé, dont la paroisse était le faîte d’un mur dans son jardin. Elle a entendu le mot «presbytère» sans le comprendre et a décidé que c’était le nom scientifique d’un escargot. En parlant avec sa mère, son manque de compréhension est révélé. D’abord déçue, enfin elle s’est adaptée à l’idée que le faîte de son mur était un presbytère où elle était curé.

### Papa et madame Bruneau
Un soir d’été, Minet-Chéri est assise dans le jardin avec sa mère. Elle reste avec les yeux fermés pour deviner ce qui se passe autour d’elle. Elle est entourée des parfums surtout de gros savon, violette et du tabac blond de son père. Il chante de l’histoire tragique de Borysthène d’une voix veloutée de baryton en chœur avec la voisine Madame Bruneau. Il la raille en lui offrant l’amour en échange de 40 sous et un paquet de tabac.

### Ma mère et les bêtes
Claudine revient de Paris, à la vie citadine manque d'animaux et de végétation. Elle découvre que deux chattes ont enfanté.  « Que de trésors éclos en mon absence ! »  Elle décrit la chaine d'allaitement dans « la ronde des bêtes ». ainsi que les sons et les parfums du jardin.  Ravi de revoir sa mère, Claudine raconte des histoires de sa sollicitude pour bêtes, peu importe comme elles sont petites.

### Épitaphes
Le frère de Colette est obsédé par les morts, et explore tous les cimetières villageois. Très créatif, il invente des morts imaginaires, décrit leur vie, construit des tombeaux en miniature et peint les épitaphes. Pour lui, il n’y a pas beaucoup de différences entre les morts et les vivants.
Il crée non seulement un cimetière, mais un monde entier peuplé par les occupants des tombes.
La mère est horrifiée, et détruit le tout. Le frère est perplexe : « Crois-tu que c’est triste, un jardin sans tombeaux ? »

### La fille de mon père
La mère de Colette lui dit, « Tu ressembles à la fille de mon père ». Le père de Sido, métisse séduisant qu’elle nommait Gorille, avait eu des enfants avec plusieurs femmes. Un jour il a mis un bébé dans ses bras en lui disant, « Elevez-la. C’est votre sœur. » La fille a passé seulement quelques années avec Sido et ses frères. Son père l’a emmenée abruptement et Sido ne l’a pas revue.
Sido raconte que le Gorille fabriquait du chocolat et que, pendant la nuit quand les briques séchaient sur la terrasse, les chats marchaient dessus. Colette n’entend pas la suite de l’histoire de sa tante, parce  qu’elle est transportée par l’image du chat errant qui laisse ses empreintes sur les plaques de chocolat, comme le grand-père a laissé ses traces sur sa progéniture.

### La noce
À treize ans, Colette a un grand désir d’aller à un mariage. Quand Adrienne, la femme de chambre de la famille, l’invite à assister à son mariage comme demoiselle d’honneur, elle est ravie. Puisque sa mère n’a pas le gout pour « les noces de domestiques », c’est la famille Follet qui l’emmène. Les images, sons et odeurs de l’occasion sont décrits dans un style vivant et impressionniste. En se promenant au crépuscule avec sa copine bavarde, Colette se sent accablée par l’excès de la journée. Quand elle voit le grand lit de mariage par une fenêtre ouverte, elle pense à tout ce qu’y aura lieu plus tard et s’enfuit en larmes, en exigeant sa maman.

### Ma sœur aux longs cheveux
Claudine dresse une liste de nombreux désavantages quand on a les longs cheveux.
Elle décrit en détail l’apparence et les habitudes de sa sœur aînée, Juliette, surtout les cheveux «si anormaux en longueur, en force et en nombre». Elle décrit la tendance de Juliette d’être « vers dix heures… encore couchée et lisant... » et le contenu détaillé de sa chambre, y inclus un grand nombre de livres et de feuilletons.
Un jour, Juliette a de la fièvre, que le médecin prononce être typhoïde. La mère, au début rassurée par l’ordonnance du médecin, commence à s'inquiéter et suggérer des services qu’elle peut rendre à Juliette. Mais Juliette, avec un sourire léger, commence, apparemment, à parler à un poète invisible. La mère, proie au désespoir, ordonne à Claudine de s’en aller et « comme saisie de honte, [cache] son visage dans ses deux mains. »

### Maternité
Colette a onze ou douze ans. Sa sœur, Juliette, s’est mariée et immédiatement a cessé de voir la famille. L’affaire tenait attentive tout le village, d’où sa mère revenait épuisée. Elle se réfugiait dans son ménage, mais le soir montait ouvrir les persiennes pour regarder le jardin et la maison où habitait Juliette.
Quand, selon le ragot villageois, Juliette était enceinte, sa mère a commencé à souffrir de symptômes nerveux. Un soir, l’accouchement a commencé, et Colette l’a vue entrer la courte allée du milieu où elle écoutait, la face vers le ciel. On a entendu des cris, et la mère a commencé à aider, en gémissant et oscillant le corps pour partager avec elle toute sa douleur et sa force maternelle, la fille ingrate qui devenait mère elle-même.

### La petite Bouilloux
Colette explore le rapport entre mère et fille et les rêves irréalistes des jeunes. La petite Bouilloux est une villageoise adorée pour sa beauté et surveillée constamment. Nana Bouilloux a l’air fier et détaché. Toute isolée à l’école, elle passe son temps libre chez une famille de mauvaise réputation. Ensuite, elle entre en apprentissage et porte avec élégance une sorte d’uniforme. Minet-Chéri l’admire beaucoup, mais sa mère l’avertit des dangers de devenir comme Nana. Des années plus tard, après avoir dansé avec un gentilhomme de Paris indifférent et avoir refusé de se marier avec le pharmacien du village, Nana attend encore son amour.

### Le manteau de Spahi (ne figure pas dans l’édition de 1922)
Le père de Claudine a rapporté un grand nombre d’articles d’Afrique, où il a été soldat, dont un manteau de spahi. La mère considère ces articles comme importants. Elle cherche à préserver le manteau contre les mites avec une pipe d’écume culottée.
Un jour la mère, accablée, trouve que la pipe d’écume n’a pas été efficace, et que le manteau a été mangé. Le père est insouciant. Il demande que la mère lui donne le manteau, qu’il emporte dans son antre. Le soir, il appelle la famille à y monter. Il a transformé le manteau en essuie-plume « ravissant ».
Le conte montre le contraste entre les caractères de la mère et du père.

### L'ami
Par manque de places libres, le frère aîné de Claudine et son ami parisien, Maurice, réchappent d’un incendie à l’Opéra Comique. Leur amitié renforcée, Maurice vient passer deux mois chez la famille de Claudine, où il fait une grande impression sur la mère et sur Claudine, qui a treize ans environ. Claudine commence à tomber amoureuse de Maurice mais elle revient bientôt à la raison et prend plaisir à l’amitié des deux jeunes hommes.
Quand elle apprend que Maurice va se marier, Claudine lui demande s’il pourra encore venir chez eux. Il répond que non et Claudine, malgré son regret enfantin, sent que Maurice est sensible à ses charmes naissants.

### Ybanez est mort
Ce chapitre est consacré à la description des habitudes et de la vie quotidienne d’un personnage mystérieux, Monsieur Voussard, qui travaille comme livreur pour le notaire Défert. Il arrive au village comme un étranger sans histoire et, des années plus tard, il reste toujours étranger. À l’âge adulte, Colette se le rappelle comme un personnage plutôt excentrique. Avec une vive imagination, elle décrit son apparence et sa routine stricte d’une manière peu flatteuse. Il vit, déconnecté de la réalité, à travers son personnage favori Ybanez qui figure dans un feuilleton. Il est anéanti quand Ybanez est assassiné.

### Ma mère et le curé
Ce chapitre met en lumière la nature contradictoire et pleine de vie de la mère de Colette vis-à-vis de la religion. Elle rend visite au curé pour se plaindre des confessions difficiles, mais revient avec une bouture de pélargonium, sans discuter du problème. Bien qu’elle assiste régulièrement à la messe, elle provoque des perturbations en amenant son chien bruyant ou en simulant des crises de santé théâtrales, déconcertant le curé. Ce récit illustre une femme imprévisible, attachante et forte, ajoutant une nuance amusante et tendre à son portrait

### Le rire
Le rire est le rire de la mère de Claudine (Colette). Le rire arrivait facilement et était un rire jeune et aigu. Malgré tout, le rire n’était jamais loin de sa figure. Ni le souci d’argent, qui la faisait ressembler à toutes les mères épouvantées devant la pauvreté, ni la mort de son mari, lui a fait disparaitre le rire.
Même en deuil, elle riait de son rire aigu de jeune fille, et ne s’est pas excusée d’avoir ri. Pendant le reste de sa vie, elle a accepté sa douleur et même quand elle était courbée sous ses tourmentes, elle restait aussi comme un « domaine nourricier » pour ses enfants, ses animaux et ses fleurs. Comme disent les anglais, elle était pour eux « an earth-mother ».

### Ma mère et la maladie
Dans ce chapitre, on trouve Colette en compagnie de sa mère. Elle a 71 ans et est très malade. Elle se prépare pour l’arrivée de son fils et parle sans cesse, critiquant l’apparence et le parfum de Colette.
Sido fait des remarques sur les effets de la vieillesse, parlant de sa « déchéance ». Mais elle se ragaillardit dès qu’elle entend les bruits de l’enterrement d’une vieille dame du village. 
Sido cherche à cacher la gravité de sa maladie à son fils médecin, et elle soudoie même Colette pour qu’elle se taise à ce sujet.

### La merveille
Le titre de ce chapitre décrit la Brabançonne, c'est-à-dire, la petite chienne belge de Colette qui s’appelle « Pati-Pati ». Colette l’adore et la traite comme une compagne amusante et presque humaine. Elle imagine que Pati-Pati puisse comprendre cent mots, savoir l’heure sans montre, les connaitre par leurs noms et surtout s’entretenir avec elle. Finalement, Colette parle du fiancé de Pati-Pati et les deux chiots qui résultent de leur union. Pati-Pati a l’air indifférent vers ses chiots et donc Colette conclut que la chienne n’aime pas les animaux.

### Bellaude
C’est l’histoire de Bellaude, une chienne de Claudine. Bellaude est une belle chienne avec une robe noire et feu de bas rouge. Elle a disparu, et elle cherche l’amour.
Normalement Bellaude suivait Collette sans faute. Cependant un jour Bellaude poursuit un petit chien. Après un jour, Bellaude n’est pas rentrée donc Colette part pour la trouver. Enfin Claudine trouve Bellaude avec cinq chiens autour d’elle qui sont saignants de bataille. Bellaude répond à l’appel de Claudine par sautant une palissade et les cinq chiens la suivent. Mais, à la maison, Bellaude est avec un gros dogue d’Ulm que Claudine considère comme un partenaire approprié.

### Les deux chattes
Ce chapitre raconte la « tragédie » d’un jeune chat animé, nommé Kamaralzaman par la famille de Colette, qui commence à téter d’une chatte inconnue (Noire du Voisin), dont les chatons ont été noyés. Les attentions du jeune chat la réconfortent et soulagent sa douleur. Moune, la vraie mère du jeune chat, les découvre en train d’allaiter, et réagit furieusement envers l’intrus. Après avoir observé une répétition de cet incident, Moune perd son lait, son appétit et sa joie de vivre. Colette réfléchit sur les émotions presque humaines de la chatte « trahie », montrant son empathie typique envers les animaux

### Chats
Ce chapitre décrit le comportement de plusieurs chats du quartier en janvier, « mois des amours félines ». Le rôle principe est joué par une chatte nommée « La Noire », qui appartient à la famille de Colette. Elle attire beaucoup de matous mais reste, pendant huit jours, féroce et intouchable. Pourtant, un chat rayé, nommé « Beau-Garçon » par la famille, n’a plus d’intérêt pour l’amour et ose approcher La Noire, qu’il capture et mordille. Battu par elle à son tour, il se défend, et « la reine » s’enfuit. Colette s’étonne à voire qu’au lieu d’être furieux, les autres males sont soumis devant « l’eunuque ».

### Le veilleur
Les enfants sont en train de préparer une pièce de théâtre fantastique, mais ils n’ont pas bonne mine. Quand Claudine leur demande qui se passe, ils lui répondent « Rien du tout ». Claudine découvre que sa fille ne peut pas dormir et puis entend des pas venant du grenier. Elle y monte mais ne trouve rien. Pendant les nuits suivantes, on peut entendre encore les pas mystérieux. Claudine monte au grenier plusieurs fois sans réussite. Elle demande de l’aide aux enfants. Leur première tentative échouant, enfin ils réussissent quand ils découvrent la source des pas: un très grand hibou, qui, devinant leur présence, sort par la lucarne ouverte.

### Printemps passé (ne figure pas dans l’édition de 1922)
L’auteur décrit le printemps – la résurgence des plantes et le comportement frénétique des oiseaux – et se souvient des printemps de son enfance. 
Face au printemps, la joie de la petite Colette ne connaissait aucune limite. Elle façonnait des projectiles rondes avec les primevères. Comme mère, elle partage ce rite avec sa fille, mais Bel-Gazou ne l’apprécie pas. 
Les claquements de sécateurs blessent la sensibilité de l’écrivaine, en lui rappelant un tour que les domestiques lui avaient joué. 
Enfance éphémère, innocence trompée, rêves rompus, printemps passés perdus.

### La noisette creuse (ne figure pas dans l’édition de 1922)
Colette regarde sa fille, Bel-Gazou, qui fait un inventaire de ses poches. L’objet le plus important est une noisette creuse, percée d'un trou. Bel-Gazou l'a trouvée sur la plage et elle est sûre que c'est une noisette ancienne et exotique. Elle écoute une chanson dans la noisette et oublie les charmes de la côte. Bel-Gazou goûte la vie avec ses sens purs et laisse voler son imagination. Elle sait habiter un monde auquel les adultes n’ont pas accès. Colette, philosophe, pense au futur de Bel-Gazou, qui va perdre ces moments d'enfance.